# لوتس اليفن
لوتس اليفن (بالإنجليزية: Lotus Eleven)‏ هي سيارة من تصنيع شركة لوتس (سيارات). تم تصنيع ما يقرب من 270 سيارة فقط.